# Hialeah

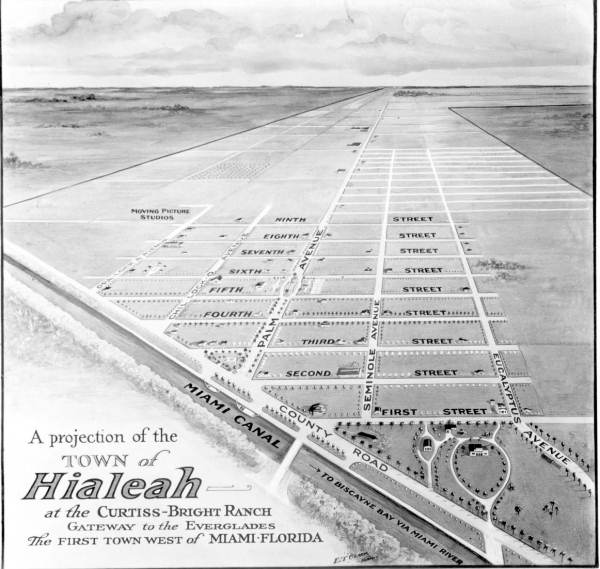
Mapa del projecte urbanístic del poble el 1922

Hialeah és una ciutat ubicada al Comtat de Miami-Dade a l'estat de Florida, Estats Units d'Amèrica, de 209.971 habitants segons el cens de l'any 2006 i amb una densitat de 4.543,7 per km². Hialeah és la 6a ciutat més poblada de Florida, i la 95a ciutat més poblada del país.
Compta amb una població de 223.109 segons el cens de 2020, Hialeah és la sisena ciutat més gran de Florida. És la segona ciutat més gran per població a l'àrea metropolitana de Miami, que al cens de 2018 va ser la llar d'unes 6.198.782 persones. Es troba a l'oest-nord-oest de Miami i és un dels pocs llocs del comtat, com Homestead, Miami Beach, Surfside, Bal Harbour, Sunny Isles Beach i Golden Beach, que té la seva pròpia xarxa de carrers numerada per separat de la resta del comtat.
La ciutat destaca per la seva alta proporció d'hispans, que amb un 94,0%, és la segona proporció més alta d'hispanoamericans de qualsevol comunitat dels Estats Units fora de Puerto Rico, i la proporció més alta entre les comunitats incorporades fora de Puerto Rico. Hialeah també té el percentatge més alt de residents cubans i cubano-americans de qualsevol ciutat dels Estats Units, amb un 73,37% de la població, fet que els converteix en una característica típica i destacada de la cultura de la ciutat.
Hialeah també té una de les comunitats hispanoparlants més grans del país. L'any 2016, el 96,3% dels residents va declarar parlar castellà a casa, i la llengua és una part important de la vida quotidiana a la ciutat.
Hialeah és servida pel Miami Metrorail a les estacions d'Okeechobee, Hialeah i Tri-Rail/Metrorail Transfer. Les estacions d'Okeechobee i Hialeah serveixen principalment com a estacions de rodalies per als viatgers i els residents que van al Downtown Miami, i l'estació de Tri-Rail fins a l'aeroport internacional de Miami i al nord de West Palm Beach.